# Zearaja nasuta
Zearaja nasuta är en rockeart som först beskrevs av Müller och Henle 1841.  Zearaja nasuta ingår i släktet Zearaja och familjen egentliga rockor. IUCN kategoriserar arten globalt som livskraftig. Inga underarter finns listade i Catalogue of Life.